# Lomographa claripennis
Lomographa claripennis är en fjärilsart som beskrevs av Inoue 1977. Lomographa claripennis ingår i släktet Lomographa och familjen mätare. Inga underarter finns listade i Catalogue of Life.